# Vučedolská kultura

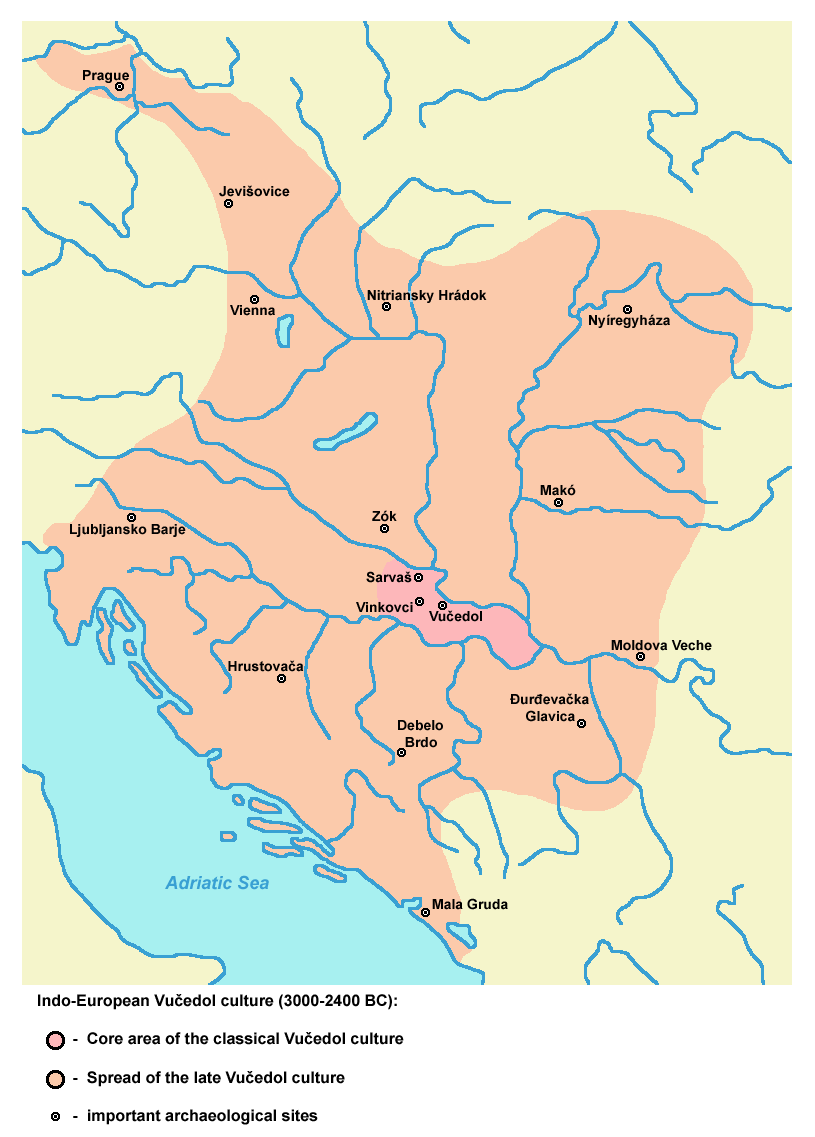
Rozšíření Vučedolské kultury

Vučedolská kultura byla eneolitická archeologická kultura, která se rozvíjela na Balkáně zhruba v letech 3000 až 2200 př. n. l. Byla charakterizována především výrobou mědi, s níž byl patrně spjat i její duchovní život - její náboženství bylo kovářsko-šamanské. Centrum bylo ve Sremu a na pravém břehu řeky Dunaje ve východní Slavonii. Později se kultura rozšířila po celé Panonské nížině a na západní a jižní Balkán. Na svém vrcholu zasahovala území čtrnácti současných evropských zemí – Česka (Praha, Jevišovice), Slovenska, Rakouska, Maďarska, Rumunska, Slovinska, Itálie, Chorvatska, Bosny a Hercegoviny, Srbska, Černé Hory, Kosova, Albánie a jedno sídlo bylo Vučedolské kultuře připsáno dokonce ve východním Řecku. Kultura byla pojmenována podle naleziště Vučedol, které se nachází šest kilometrů od města Vukovar v Chorvatsku. Odhaduje se, že toto místo bylo v eneolitu domovem asi 3000 obyvatel, což z něj činilo jedno z největších a nejvýznamnějších evropských center své doby. Obyvatelé byli nejen lovci a rybáři, ale i zemědělci, chovatelé zvířat, zruční řemeslníci a dokonce astronomové. Spekuluje se o obchodních vztazích s Peloponésem. Archeogenetika spojuje kulturu s migrací příslušníků jámové kultury z východních ponticko-kaspických stepí, kteří se pak smísili s balkánskými neolitickými obyvateli. Podle některých badatelů takto vznikl etnický základ budoucích Ilyrů. Vučedolská kultura se vyvinula ze dvou starších eneolitických kultur: bádenské a kostolacké kultury.

## Kultura

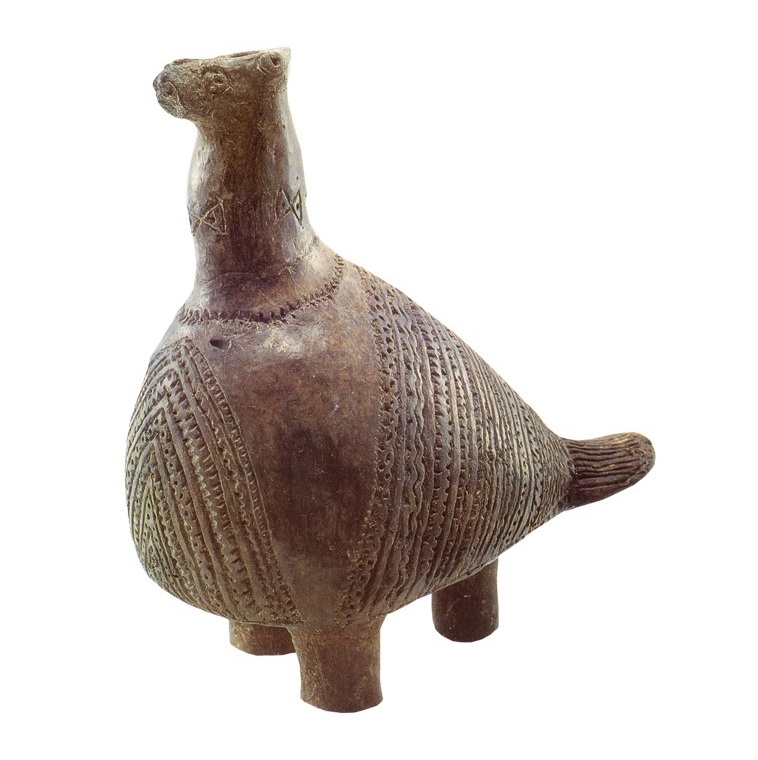
Vučedolská holubice

Kultura přinesla pozoruhodné inovace v duchovní rovině: Kultovní předměty naznačují praktikování nových kultů, velmi odlišných od obvyklého neolitického kultu Velké Matky a uctívání plodnosti: kult jelena, solární motivy ve tvaru lůna, postavy žen v oděvu bez znaků odkazujících k sexualitě či plodnosti, symboly dvojité sekery. Také v keramice se objevily nové formy a bohatá výzdoba. K nejpřekvapivějším nálezům patří tzv. vučedolská holubice, 19,5 cm vysoká rituální nádoba z pálené hlíny. Objevena byla v roce 1938, v letech 1993-2001 byla vyobrazena i na chorvatské dvacetikunové bankovce. Za holubici ji označil její objevitel Mirko Šeper, pozdější autoři uvažovali spíše o tom, že vyobrazena je koroptev. Pokud by byla vyobrazena domestikovaná holubice, jak věří někteří autoři, znamenalo by to, že byli holubi v Evropě chováni již před 4500 lety, tedy mnohem dříve, než se dosud soudilo. Mezi nejznámější objevy patří též kus keramiky (asi z roku 2600 př. n. l.) s astrálním kalendářem, nejstarším známým v Evropě. Je založen na cyklu Orionu.
Vůdcem komunit byl šaman-kovář, který měl znalosti, jak se vyhýbat jedovatému plynu arsenu, který se uvolňuje při výrobě mědi. Badatelé nicméně předpokládají, že následky vystavení arsenu byli u šamanů-kovářů po čase patrné (patří k nim ztráta koordinace pohybů a zvýšený sexuální apetit). Obojí bylo zřejmě zbožněno.
Lidé vučedolské kultury žili v doškových domech z proutí a mazaniny. Žili na kopcích ohrazených palisádami. Domy byly napůl zasypané, většinou čtvercového nebo kruhového půdorysu s podlahami z pálené hlíny. Uvnitř byly kruhové krby. Domy v lokalitě Vučedol byly také místy narození a pohřbu. V jámách, které sloužily i jako jámy na skladování potravin, byla nalezena řada lidských koster. Byly uloženy rituálním způsobem, s náznaky lidských obětí. Také byly nalezeny stopy na čelech lebek, které lze přičíst nějakému zasvěcení v raném dětství kapkou roztavené mědi.